# Кравців Роман Йосипович
Кравців Роман Йосипович (нар. 6 березня 1941, с. Вороблевичі Дрогобицького району Львівської області) —помер 7 червня 2020 року м. Львів.  український вчений, ректор Львівського зооветеринарного інституту.
Народився 6 березня 1941 р. у селянській родині в с. Вороблевичі Львівської області. У 1959 р. закінчив Судововишнянську зооветеринарну школу. З 1959 по 1962 рр. працював ветфельдшером Ролівської ветдільниці та колгоспу «Дружба», заочно навчався у Судововишнянському зооветеринарному технікумі. Демобілізувавшись із армії, у 1965 р. вступив до Львівського зооветеринарного інституту (нині – Львівський національний університет ветеринарної медицини та біотехнологій ім. С.З. Ґжицького). У стінах альма-матер працював спочатку асистентом кафедри мікробіології, вірусології та ветсанекспертизи, пізніше – доцентом кафедри. Упродовж 1985–1989 рр. – проректор з наукової роботи. У 1989 р. обраний ректором інституту і в тому ж році очолив кафедру. На посаді ректора зумів розвинути інститут з трьома факультетами до рівня національної академії, а потім національного університету, визнаного міжнародною спільнотою. Очолював Львівське обласне товариство «Знання», був заступником голови Комісії з освіти і науки громадської ради при голові Львівської ОДА. 
Роман Йосипович у своїй науковій роботі займався моніторингом мікроелементів у західному регіоні України та розробкою науково-обґрунтованої корекції дефіциту мікроелементів у тваринному організмі та продукції тваринництва. Автор понад 1000 наукових праць, 50 патентів та розробник близько 50 держстандартів. 
Під його керівництвом захищено 34 кандидатських та 14 докторських дисертацій. У свій час вчений очолював редакційну колегію двох енциклопедій – семитомної з ветеринарної медицини і двотомної з фізіології, був головним редактором науково-практичного журналу «Сільський господар» та «Наукового вісника ЛНУВМ та БТ імені С.З. Ґжицького», членом редакційної колегії міжнародного журналу «Polisch Journal Science», академіком Нью-Йоркської академії наук, НТР МАПП, УАН, АН ВО України і головою її західного відділення. Нагороджений орденами «За заслуги» III і II ступенів, Ярослава Мудрого, «Знак пошани», золотою медаллю товариства «Знання України», знаком «Відмінник освіти України». Відзначений міжнародним орденом «За заслуги» (Велика Британія), Хрестом кавалерійським ордена «За заслуги» Речі Посполитої Польської, ювілейною відзнакою до 50-річчя зоотехнічного відділу Краківської рільничої академії, почесний професор Сумського НАУ і Харківської ДЗВА.
Нагороджений орденом князя Ярослава Мудрого (2006), орденами «За заслуги» ІІІ (2001), ІІ ступенів (2008).

## Короткий життєпис
Навчався в Судововишнянській школі і технікумі (1958—1962), 1962—1965 рр. — проходив строкову службу в армії, 1965—1970 рр. — студент Львівського зооветеринарного інституту.

## СПИСОК ДЕЯКИХ ОПУБЛІКОВАНИХ ПРАЦЬ
Кравців Р.Й., Паска М.З. Вплив хелатних сполук мікроелементів на метаболічні процеси в організмі тварин // Науковий вісник Львівської державної академії ветеринарної медицини ім. С.З.Ґжицького. Львів, 2001.– Т.3, №1. – С. 24–30. 
Кравців Р.Й., Паска М.З. Вміст мінеральних речовин у кормах ТзОВ “Галичина” Жовківського району Львівської області // Науковий вісник Львівської державної академії ветеринарної медицини ім. С.З.Ґжицького.  Львів, 2001.– Т.3, №4. – С. 35–40. 
Кравців Р.Й., Паска М.З. До методики синтезу хелатних (цистеїнатів) сполук мікроелементів з метою використання у тваринництві // Науковий вісник Львівської державної академії ветеринарної медицини ім. С.З.Ґжицького. – Львів, 2001. – Т.3, 4, В.3. – С. 58–62. 
Паска М.З., Кравців Р.Й. Вплив металоорганічних біологічно активних сполук – цистеїнатів дефіцитних мікроелементів на показники еритропоезу // Вісник Сумського національного аграрного університету.– Суми, 2002. – В.7. – С. 72–77. 
Кравців Р.Й., Паска М.З. Кобальт, вітамін В12 та функціональний статус еритропоезу за мікроелементної корекції раціону відгодівельних бугайців // Сільський господар. – 2002. – №7–8. – С. 8–10. 
Кравців Р.Й., Паска М.З. Глутатіон, сульфгідрильні групи та малоновий диальдегід за корекції мікроелементного живлення відгодівельних бугайців // Науковий вісник Львівської державної академії ветеринарної медицини ім. С.З.Ґжицького. – Львів, 2003. Т.5, № 3, Ч.2.– С. 64–70. 
Кравців Р.Й., Паска М.З. Моніторинг макро- та мікроелементів у кормах господарств Жовківського району Львівської області // Сільський господар. – 2003. – №7-8. – С. 6-9. 
Поживність основних видів кормів господарств різних форм власності Жовківського району Львівської області. Довідник / Р.Й. Кравців, А.М. Стадник, Р.С. Осередчук, М.З Паска, М.В. Ключковська, В.В. Герич, М.Г. Личук – Львів – 2003. – 63 с. 
Цистеїнати дефіцитних мікроелементів як біологічно активні добавки до раціону відгодівельного молодняку / Р.Й. Кравців, М.З. Паска, М.Г. Личук, Р.Р. Гапоненко // Інформаційний листок Львівського ЦНТЕІ. –Львів, 2003. –№9. – 8с.

## Пригоди
Проживав у власному будинку в селі Бірки поблизу Львова. Разом із дружиною стали жертвами розбійного нападу, внаслідок якого дружина Ярослава померла.